# Râul Selina
Râul Selina sau Râul Șumița este un curs de apă, afluent al râului Brezovița. 